# Isabella av Bayern

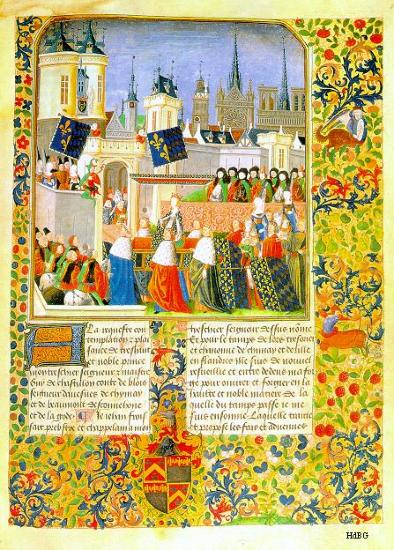
Isabella av Bayerns kröningståg i Paris.

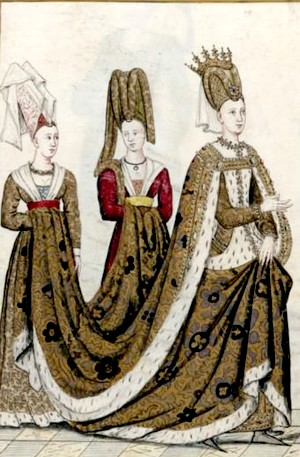
Isabella av Bayern.

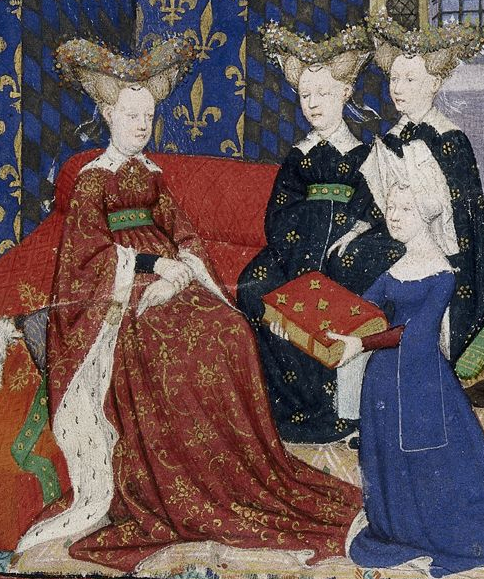
Christine de Pisan presenterar sin bok för Isabella av Bayern.

Isabella av Bayern, även Isabella av Bayern-Ingolstadt, i Frankrike kallad Isabeau, född Elisabet von Bayern 1371, död 29 september 1435 i Paris, var en fransk drottning och regent, gift med kung Karl VI av Frankrike. 
Isabella var Frankrikes ställföreträdande regent under sin makes sjukdom mellan 1392 och 1422. Hon hade fullmakt att agera i monarkens ställe från 1393, och utnämndes 1403 till ordförande i regentrådet. 1417–1418 var hon ensam regent. Isabella slöt fördraget i Troyes 1420, genom vilket den engelska kungen blev Frankrikes tronföljare och två år senare kunde bestiga tronen.

## Biografi
Isabella var dotter till Stefan III av Bayern-Ingolstadt och Taddea Visconti av Milano.

### Drottning
Karl VI av Frankrikes släkting hertig Johan den orädde av Burgund såg ett äktenskap som ett sätt att bygga en allians mellan Frankrike och det tysk-romerska riket mot England. I juli 1385 sändes hon till Frankrike, officiellt för att göra en pilgrimsfärd till Amiens, men i verkligheten för att visas upp för Karl VI, som ville se henne för att avgöra om han ville gifta sig med henne. Innan dess tillbringade hon en tid i sin släktings hov i Hainaut för att undervisas i fransk etikett. Vigseln ägde rum 17 juli 1385. Relationen mellan Karl och Isabella tycks ha varit lycklig, och Karl gav henne många dyrbara gåvor. Den 23 augusti 1389 gjorde hon sitt högtidliga officiella intåg i Paris, där hon kröntes till drottning. 
1392 drabbades Karl VI av psykisk sjukdom, något som fram till hans död skulle drabba honom med allt kortare mellanrum. Karl VI bedömdes som olämplig att regera på grund av sin sjukdom, och Isabella hamnade då i en maktposition.  
Isabella stod 1393 värd för en maskeradbal för att fira en hovdams bröllop, en bal som senare blev berömd som den så kallade Brinnande balen, Bal des Ardents: kungen uppträdde här tillsammans med ett antal andra gäster utklädda till träd i hampa, antändes av ljus och började brinna. Händelsen underminerade ytterligare i mångas ögon kungens lämplighet att regera.
Karl VI reagerade kraftigt vid åsynen av henne under sina perioder av sjukdom, kände inte igen henne och blev upprörd, och det ansågs lämpligt att de separerades då. Han försågs därför med hennes godkännande med en älskarinna, Odette de Champdivers. Opinionen anklagade Isabella för att ha övergivit honom, men det är dokumenterat att hon tidvis fortsatte att besöka honom i hans sovrum.
Det faktum att Karl ibland tillfrisknade och då var kapabel att regera, och sedan igen blev sjuk och inkapabel, skapade en instabil situation där ingen var säker på om kungen var någon att räkna med, eller om man skulle skapa en permanent ställföreträdande regering. 

#### Regent under Orleans
Karl VI gav Isabella fullmakt att agera i hans och tronföljarens ställe under sina sjukdomsperioder, vilket gav henne en plats i rådsförsamlingen. År 1393 utnämndes Isabella till kungabarnens förmyndare gemensamt med de kungliga hertigarna Burgund Berry, Bourbon och sin bror Ludvig av Bayern, medan Ludvig av Orleans fick posten som regent eller huvud för regentrådet. Orleans ställning som regent ledde till en konflikt med kungens farbror Burgund, som hade suttit i förmyndarrådet under kungens omyndighet.
Isabella beskrivs som en effektiv diplomat och berömdes för sin talang som medlare, något som påpekades då rådet tog itu med krisen kring påveschismen under hennes tid där 1392–1394. 1396 slöt Isabella ett alliansfördrag mellan Frankrike och Florens. 1401 stödde Isabella Orleans mot Burgund i en fråga om skatter, vilket gjorde att Burgund hotade med inbördeskrig. Isabella lyckades avvärja inbördeskrig genom att uppträda som medlare.
Isabella utnämndes av Karl till tronföljarens främsta förmyndare till hans trettonde födelsedag, något som gav henne en plats i rådet och en stark ställning där. År 1402 fick Isabella av Karl fullmakt över statskassan och fullmakt att agera medlare och hantera konflikten mellan Burgund och Orleans. År 1403 blev Isabella formellt Frankrikes regent då hon utnämndes till ledare av rådsförsamlingen med rätt att återta denna position varenda gång kungen insjuknade. Hon slöt sig till sin svåger, hertig Ludvig av Orléans, och stödde honom i hans strid mot Johan den orädde av Burgund. Ludvig av Orleans var hennes älskare och möjligen far till hennes son, dauphin, sedermera Karl VII av Frankrike. 
Det instabila läget ledde under 1403 och 1404 till fraktionsbildningar mellan partiet burgunderna, som stödde kungens släkting hertigen av Burgund och Armagnacpartiet, som stödde kungens bror hertigen av Orleans. År 1404 avled Filip den djärve av Burgund och Johan den orädde blev hertig av Burgund. 
Isabella ägnade sig åt utsvävningar och äktenskapsbrott som gav kungamakten dåligt rykte, bland annat den Kärlekens domstol där båda könen lekte advokater och domare och man debatterade ”de mest löjeväckande frågor i denna löjeväckande domstol”. Augustinen Jacques Legrand höll en berömd predikan mot det franska hovet, där han fördömde vad han kallade dess syndighet och perversioner: Isabellas kläder som visade bröst, skuldror och hals, och en pamflett vid namn Le Pastorlet cirkulerade som beskrev hennes kärleksförhållande med sin svåger Orleans, vilken enligt dåtida föreställning var incest. 
År 1405 lurade Burgund ut Isabella och Orléans ur Paris, kidnappade sedan tronföljaren och tågade sedan in i Paris i spetsen för sin armé. Det var nära att inbördeskrig bröt ut vid denna tidpunkt.

#### Regent under Burgund
1407 mördades Ludvig av Orleans i ett attentat utfört av Johan av Burgund. Burgund tvingades ut ur Paris och öppen konflikt utbröt mellan partiet Burgund och Orleans anhängare Armagnac. Under striden blev kontrollen över Isabella och kungabarnen viktiga för båda partier, samtidigt som hon själv måste balansera mellan dem. Tronföljaren ledde 1407 en aktion mot sin mors älskare, Louis de Bois-Bourdon. Detta blev grunden till en livslång fiendskap mellan Isabella och sonen. 
1408 benådades Burgund av Karl VI efter en process i Paris ledd av Jean Petit. Isabella förde då tronföljaren till Melun, och Karl VI upphävde benådningen av Burgund. 1409 gav Karl tronföljaren rätten att regera i Isabellas frånvaro. Vid Freden i Chartres 1409 försonades officiellt Burgund och Orleans (då representerad av den nye hertigen av Orleans), men kriget fortsatte. Isabella slöt sig till sin förre motståndare, Johan av Burgund, med vilken hon upprätthöll en allians mellan 1409 och 1413, och därefter med Armagnac mellan 1413 och 1415. Hon gjorde 1409 Burgund till tronföljarens beskyddare. Samtidigt hölls en bröllopsallians mellan Frankrike och Burgund mellan Burgunds son och Isabellas dotter: i förhandlingarna angav hon tydligt familjens hierarki och rätt till tronen. Parisuniversitetet förklarade också att alla stridande parter var uteslutna ur rådsförsamlingen.   
1411 utbröt öppet inbördeskrig mellan Burgund och tronföljaren. Tronföljaren allierade sig med partiet Armagnac-Orleans och fraktionsstrider bröt ut i Paris. 1414 allierade sig Isabella med Orleans mot tronföljaren, vilket fick tronföljaren att alliera sig med Burgund. 
Henrik V av England drog fördel av Frankrikes inre strider och ledde en invasion i nordväst, där engelsmännen segrade över fransmännen i Slaget vid Azincourt 1415. Burgund förklarade sig neutral och fortsatte striden mot kungahuset och Amagnac medan England erövrade städer i norra Frankrike. 
Vid tronföljaren Ludvigs död 1415 blev hennes fjärde son Jean tronföljare. Jean var en anhängare av Burgund, och befann sig hos Wilhelm II av Bayern, som vägrade att utlämna honom till Frankrike. Armagnac förhindrade hennes förhandlingar eftersom de vägrade låta henne försonas med Burgund för att få Jean till Frankrike. 1417 erövrades Normandie av England och tronföljaren Jean dog. Isabellas femte son Karl blev nu tronföljare. Karl var gift med Armagnacs dotter Marie av Anjou och anhängare till Armagnac. Isabella tillfångatogs nu av Armagnac som konfiskerade hennes egendom, upplöste hennes hov och fängslade henne i Tours. 
I november 1417 frisläpptes hon och överlämnades till Burgund, troligen för att han ville få kontroll över hennes befogenheter. Isabella förklarade sig nu ensam regent, men i januari 1418 överlämnade hon denna post åt Burgund. Tillsammans med Burgund upplöste hon sedan parlamentet och tog kontroll över huvudstaden och monarken. Den 28 maj 1418 slaktade Burgund Armagnacpartiets anhängare i Paris, och tronföljaren flydde från staden och avböjde Isabellas inbjudan att förena sig med dem. 1419 slöt tronföljaren Karl fred med Burgund, men mördade honom under fredsförhandlingarna. 
Burgunds nye hertig, Filip den gode, slöt nu en allians med England. Nästan hela norra Frankrike hade nu erövrats av engelsmännen. Isabella slöt 1420 Fördraget i Troyes med England, i vilket Henrik V av England blev Frankrikes tronföljare och gifte sig med hennes dotter Katarina av Valois. Karl VI gav sitt godkännande och uteslöt tronföljaren för att ha begått förräderi genom att ha vägrat förena sig med kungahuset, genom att ha antagit titeln regent och genom att ha mördat Burgund. 

### Senare liv
1422 avled Karl VI av Frankrike och Henrik V av England. Henrik VI av England förklarades för Frankrikes kung enligt Fördraget i Troyes och tog kontrollen över Paris. Den före detta franska tronföljaren ogiltigförklarade fördraget, kallade sig Karl VII av Frankrike och tog med stöd av Armagnacpartiet kontroll över de delar av Frankrike som inte behärskades av England eller Burgund. 
Genom Karl VI:s död 1422 upphörde automatiskt alla politiska maktbefogenheter och fullmakter Isabella hade haft under hans sjukdomstid, och hon förlorade också allt informellt inflytande över politiken. Hon fick tillstånd att fortsätta bo i kungaslottet Hôtel Saint-Pol det engelskontrollerade Paris, medan den engelska regenten istället bodde i Hotel de Tournelles. Hon levde ett lugnt liv under sina återstående år. 
Isabella avled på Hôtel Saint-Pol år 1435. Året efter hennes död återtogs Paris av fransmännen.

## Barn
1. Charles, (1386–1386)
2. Jeanne, (1388–1390)
3. Isabella av Valois, (1389–1409) gift 1:a med Rikard II av England, 2:a med Karl, hertig av Orléans.
4. Johanna av Frankrike, (1391–1433)
5. Charles, (1392–1401)
6. Marie, (1393–1438)
7. Michelle, 1395–1422 gift med hertig Filip III av Burgund.
8. Louis, 1397–1415 gift med Margareta av Burgund.
9. Jean, 1398–1417 gift med Jacqueline av Hainaut.
10. Katarina av Valois, 1401–1438 gift 1:a med Henrik V av England, 2:a med Owen Tudor.
11. Karl VII av Frankrike, (1403–1461).
12. en son, död ung